# チェルシー薬草園

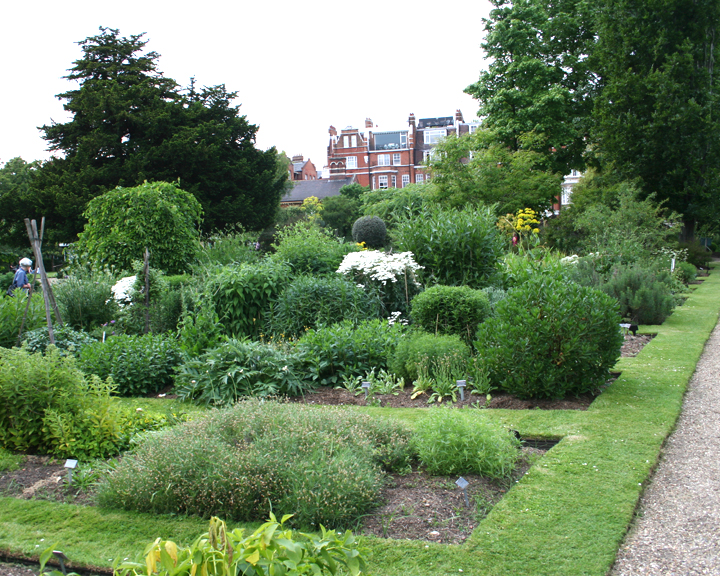
2006年の庭園

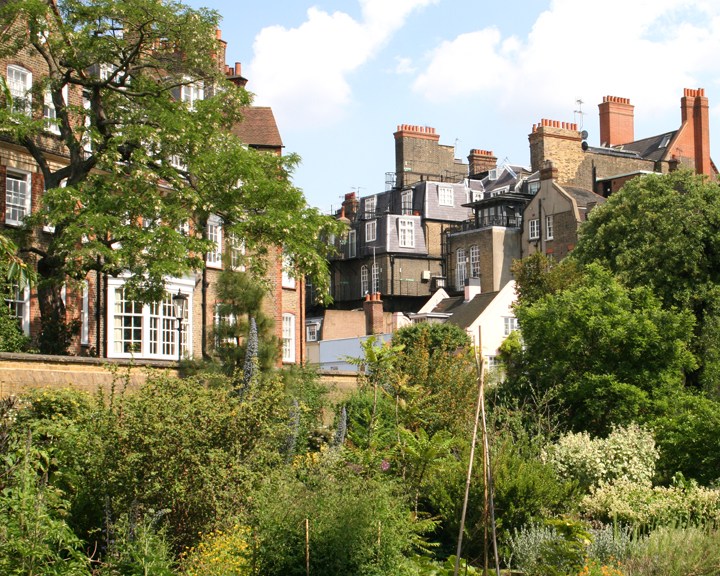

チェルシー薬草園（チェルシーやくそうえん、Chelsea Physic Garden）は、ロンドンにある薬用植物園である。1673年に設立され、イギリスではオクスフォード植物園についで2番目に古い植物園である。1.53haの広さで、ロンドン中心部のケンジントン&チェルシー王立区にある。

## 歴史
1673年、薬剤師名誉協会（Worshipful Society of Apothecaries）が薬草栽培のために設立した。加温される温室を1685年に所有し、作家ジョン・イーヴリンの著作で紹介されている。1713年に博物学者のハンス・スローンが隣接する1.62haの菜園土地を購入し、1772年に息子のチャールス・チェイン（Charles Cheyne）の死後、5ポンドの賃料で貸与されることになった。条件として王立協会が50種の新種植物の記述を行うことと、薬草園として用いられることであった。賃料は現在もスローンの子孫に支払われている。
チェルシー植物園は、フィリップ・ミラーが園長を務めた18世紀半ばに黄金時代を迎え、世界で最も豊富な種を集めた植物園となった。ライデン植物園園長のパウル・ヘルマンとの間でライデン植物園と種の交換計画が結ばれ、この活動によって、ジョージア植民地の綿花栽培の導入や、マダガスカル原産のMadagascar Periwinkleの世界的な普及のなどの効果を生んだ。
1730年、王立協会のフェローのアイザック・ランドが目録、"Index plantarum officinalium, quas ad materiae medicae scientiam promovendam, in horto Chelseiano"を出版し、その後、エリザベス・ブラックウェルの植物画譜、"A Curious Herbal" (1737–1739)にもチェルシー薬草園の植物が描かれた。薬草園で働いた博物学者にはジョセフ・バンクスやジョン・フェアバーン（John Fairbairn）らがおり、フェアバーンは世界各地から集められた植物の栽培に業績を上げた。
歴史的な薬草園の一部は開発に伴う河岸の工事や周辺道路の拡幅のために失われたがロンドンの中心部に1.5ha余りの広さで残されている。